# 숭실학당
숭실학당은 1897년 10월 10일에 평안남도 평양시 신양동에서 개교한 증등교육기관으로 숭실대학교와 숭실중학교, 숭실고등학교의 전신이다.

## 역사
숭실학당은 평안남도 평양시 신양동에서 (현, 평양직할시 중구역 보통문동)개교하여  1900년에 정식 중등교육을 실시하고, 1906년 대학부 설치로 한반도에서 최초의 전문학교 기관을 설치했다. 
1938년에 신사참배를 거부해 중고등부와 대학부(숭실전문학교)가 모두 폐교되었다. 숭실전문학교는 리종만이 인수하여 대동공업전문학교로 설립되었고, 대학기관인 김일성종합대학에 흡수되었다. 해방 이후 평양이 공산 치하가 되면서 옛 숭실학당의 인사들이 월남해 숭실대학교와 숭실중고등학교를 각각 재건하였다.